# Dominique Derron
Dominique Derron (* im 20. Jahrhundert) ist eine Schweizer Pianistin.

## Leben
Dominique Derron erwarb nach der Matura bei Erika Radermacher am Konservatorium Bern das Lehrdiplom. Sie setzte ihre Ausbildung bei Nelly Ben-Or in London fort und besuchte Ivan Klánskýs Konzertklasse am Konservatorium Luzern, die sie mit dem Konzertdiplom abschloss. Danach besuchte sie Meisterkurse von Germaine Mounier am Mozarteum Salzburg, von Tomasz Herbut, Irwin Gage, Daniel Fueter und Hans Adolfsen. 
Als Liedbegleiterin und Kammermusikerin trat Derron u. a. beim Fest in Hellbrunn, am Gasteig in München, beim Festival Freunde des Liedes in Zürich, bei der Schubertiade von Radio Suisse Romande, bei den Thuner Schlosskonzerten, bei der Expo.02 in Yverdon-les-Bains und den Murten Classics auf. Mit dem Pianisten Pius Urech, mit dem sie seit 2000 ein Duo bildet, spielte sie eine CD und Hörfunkaufnahmen von Werken Hans Hubers ein, auf einer weiteren CD die Souvenirs von Samuel Barber und Musik für Klavier zu vier Händen des Fin de Siècle.
Derron unterrichtet Klavier an der Kantonsschule Solothurn und an der Musikschule Wohlen. Sie wurde mit dem Preis der Kiefer Hablitzel Stiftung ausgezeichnet.